# منمنی
شهر منمنی در استان مقدونیه مرکزی در کشور یونان واقع شده است که دارای جمعیت ۱۶٬۱۱۶  نفر می‌باشد.